# Wolf (volcan)
Pour les articles homonymes, voir Wolf.
Le Wolf, en espagnol volcán Wolf, ou mont Whiton, en anglais Mount Whiton, est un volcan d'Équateur situé sur l'île Isabela, dans les îles Galápagos. Avec 1 710 mètres d'altitude, il constitue le point culminant de l'archipel. Il est nommé en l'honneur de Theodor Wolf, un géologue, géographe et botaniste allemand qui a étudié les îles Galápagos au XIXe siècle. L'île Wolf, dans le Nord de ce même archipel, tient également son nom de ce scientifique.

## Géographie

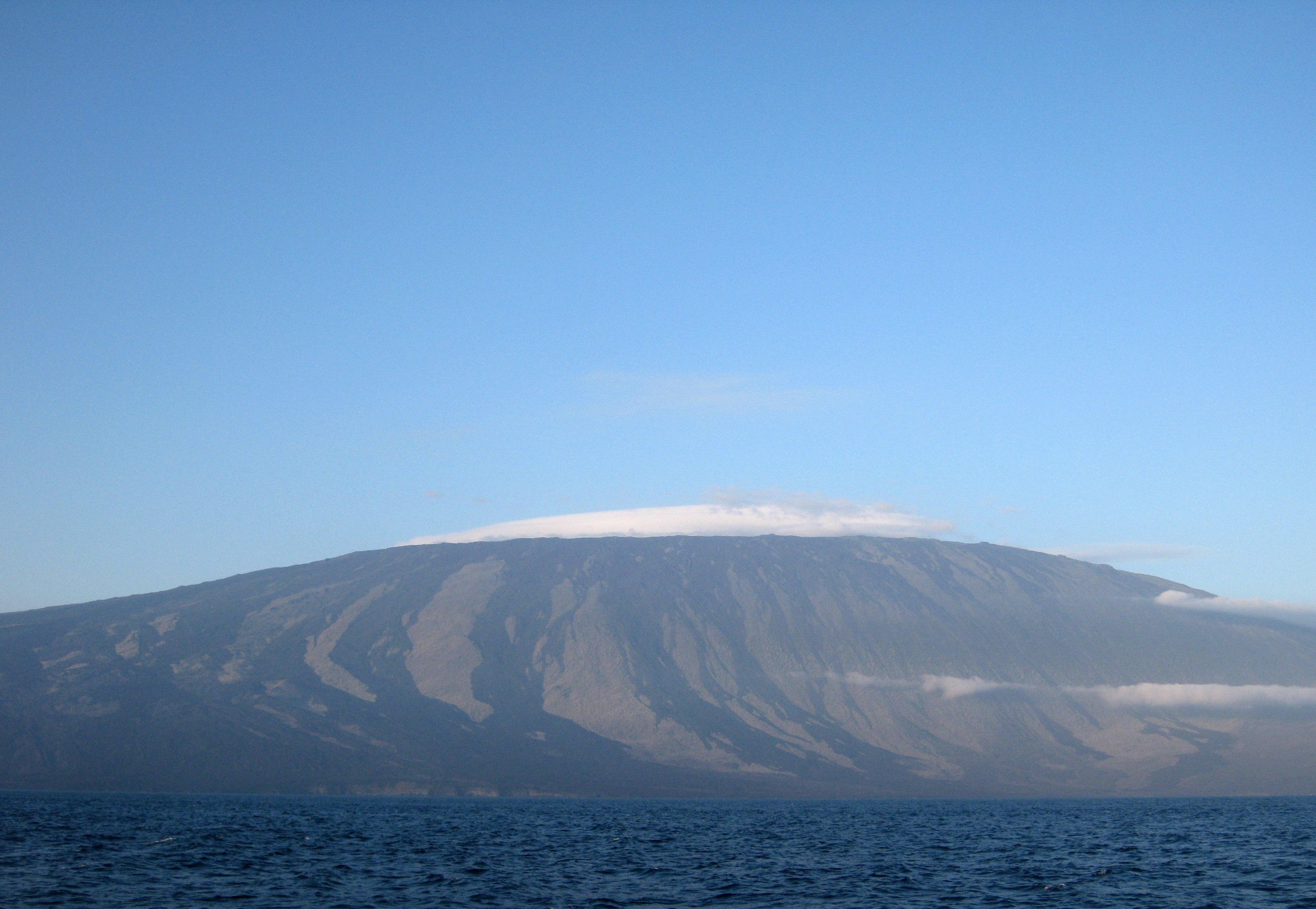
Vue depuis la mer du flanc oriental du volcan en 2009 ; les traînées noires sont des coulées de lave.

Le Wolf est situé en Équateur, dans les îles Galápagos. Il forme le volcan et la montagne la plus septentrionale de l'île Isabela. Ce volcan bouclier aux formes massives et aux pentes pouvant atteindre une inclinaison de 35° est couronné d'une caldeira de six par sept kilomètres pour 700 mètres de profondeur, ce qui en fait l'une des plus grandes et des plus profondes des îles Galápagos. L'un des rebords de cette caldeira est, avec 1 710 mètres d'altitude, le point culminant de l'archipel. Sa proéminence topographique de plus de 1 500 mètres en fait un sommet ultra-proéminent.
L'équateur passe sur le volcan, dans le sud de la caldeira.
Les laves du volcan sont issues du point chaud des Galápagos qui alimente également les treize autres volcans de l'archipel. Ce point chaud perce la plaque de Nazca sur laquelle se sont construits les différents édifices volcaniques dont certains ont atteint la surface et formé les îles Galápagos, entrant même en coalescence pour certains, formant les îles les plus grandes de l'archipel comme l'île Isabela qui totalise six volcans.

## Histoire
La première éruption documentée du Wolf est celle de 1797. Douze autres suivent en un peu plus de 200 ans dont la dernière débutée le 7 janvier 2022.